# Dabnitsa (Macédoine du Nord)
Pour les articles homonymes, voir Dabnitsa.
Dabnitsa (en macédonien Дабница) est un village du sud de la Macédoine du Nord, situé dans la municipalité de Prilep. Le village comptait 66 habitants en 2002.

## Démographie
Lors du recensement de 2002, le village comptait :
- Roms : 54
- Macédoniens : 9
- Turcs : 3